# James Léa Siliki
James Léa Siliki (Sarcelles, 12 de junho de 1996) é um futebolista profissional francês que atua como atacante.

## Carreira
James Léa Siliki começou a carreira no Rennes.